# Due di due
Due di due è un romanzo del 1989 di Andrea De Carlo.
Il libro racconta la storia di due ragazzi della sua generazione che vivono il Sessantotto sui banchi della prima liceo per poi intraprendere due vite diverse una volta finita la scuola.

## Trama
Mario e Guido, due ragazzi uniti da un comune desiderio di libertà e da un certo disprezzo verso il mondo esterno, si conoscono per caso e lentamente fanno amicizia. Fin dalle prime fasi si delinea la caratteristica fondamentale della loro amicizia: Guido avrà funzioni da leader, mentre Mario seguirà l'amico sia nei pensieri sia nelle azioni. I due entrano per un breve periodo in un gruppo anarchico, e sebbene il comportamento di Guido, caratterizzato da una certa tendenza alla provocazione e all'assecondare la sua emotività, susciti qualche perplessità nell'amico, quest'ultimo lo appoggia sempre e sovente fa forti autocritiche, sentendosi incapace di fuoriuscire dagli schemi di vita borghese da cui si sente ingabbiato e dai quali Guido invece sembra divincolarsi con una certa facilità.
Nel frattempo i due amici si fidanzano. Guido si innamora di Nina, una ragazza milanese, proveniente da una famiglia appartenente ad uno stato sociale alto, con cui avrà un rapporto lungo ma anche tormentato, a causa delle differenze sociali tra i due; Mario, invece, inizia una storia con Roberta, una ragazza conosciuta nel circolo anarchico frequentato da lui e da Guido. Per un breve periodo la loro storia è piena di passione, ma, a seguito di un viaggio in moto in Calabria, la passione si trasforma in una routine che per Mario si rivela ben presto soffocante.
Mario e Guido si rincontrano agli inizi degli anni Settanta. Guido, che nel frattempo ha abbandonato la scuola e si è fatto riformare dal militare fingendo pazzia, coinvolge con facilità un Mario ormai apatico nei confronti del mondo che lo circonda in un viaggio in Grecia. Sbarcati per caso nell'isoletta di Lesvos, i due amici conoscono molti ragazzi provenienti da tutto il mondo e si mettono assieme a due ragazze francesi. Ma, dopo aver litigato con Guido che lo ha cornificato, Mario decide di richiamare la fidanzata storica. Lui e Roberta si incontrano ad Atene, ma è ormai chiaro che la loro storia è giunta al capolinea. Qualche mese dopo, Guido, che era rimasto a Lesvos, inizia un lungo peregrinare attraverso l'Europa e l'America. Mario e Roberta, ormai divisi anche nelle scelte di vita (il primo studente di filosofia piuttosto bravo ma svogliato, la seconda impiegata in carriera in un'azienda di pubblicità) si lasciano per sempre.
Dopo essersi lasciato con Roberta, Mario conosce Aurelio e ne diventa amico. I due decidono di partire insieme in macchina alla volta dell'India, ma il viaggio si trasforma ben presto in una vera e propria autodistruzione. I due si drogano e litigano in continuazione e terminano il loro viaggio a circa un centinaio di chilometri ad est da Istanbul, dove la macchina si rompe e Mario, rimanendo vittima di un malore dopo aver venduto buona parte del suo sangue, viene ricoverato in Italia.
Quando Mario apprende la notizia della morte del secondo marito della madre, che gli lascia in eredità una discreta somma di denaro, decide di abbandonare l'università e di utilizzare quel denaro per costruirsi una nuova vita. Dopo aver girovagato a lungo attraverso l'Italia, Mario acquista, nei pressi di Gubbio, un terreno con due case abbandonate. Con grandi difficoltà, le rimette a nuovo e inizia a coltivare la terra, sognando di poter diventare completamente indipendente dal resto del mondo.
Un giorno Mario si reca a Perugia e conosce Martina, di cui ben presto si innamora. Mario e Martina, scoprendo di condividere molte passioni e aspirazioni, decidono di vivere insieme in campagna. Per un po' vivono il loro rapporto all'oscuro dei loro parenti ed amici, ma quando l'anno seguente Martina scopre di essere rimasta incinta, i due iniziano ad avvicinarsi alle persone importanti del loro passato. La mamma di Mario, che per prima li va a trovare, dopo qualche perplessità, si appassiona alla vita del figlio. Anche Chiara, la sorella di Martina, si affeziona alla vita di campagna dei due e decide di rimanere con loro. Ben diversa è invece l'accoglienza dei genitori di Martina che, dietro il loro distacco, nascondono a fatica, nei loro pochissimi incontri, la loro ostilità ad un rapporto non regolato dal matrimonio e verso un compagno che non garantisce alla figlia uno standard di vita borghese.
Nel frattempo Guido torna in Italia per qualche mese. Durante una visita a Mario, Guido, pur rimanendo colpito dalla vita in campagna dell'amico, che gli chiede di rimanere con lui e di vivere in una delle due case, decide di partire per l'Australia, attratto dalla speranza di trovare un posto completamente diverso da quelli in cui aveva vissuto fino ad allora.
A questo punto le vite dei due amici prendono strade sempre più distanti: Mario vede la sua attività trasformarsi in una vera e propria impresa e cresce i suoi figli senza impartire loro una particolare educazione; Guido, invece, vive una vita sempre più irregolare, talvolta diventando un vero e proprio fuorilegge. Dopo aver vissuto per un certo periodo a Sydney, Guido si trasferisce a Melbourne, dove conosce Laurie, una ragazza ricca che canta in un gruppo punk. Il loro rapporto è instabile, oscillante tra attrazione morbosa e ostilità reciproca, e l'unica costante sembra essere l'uso di droghe sia leggere sia pesanti. Quando i due decidono di abbandonare Melbourne e di intraprendere un viaggio in macchina verso capo York, si consuma lo strappo tra Guido e l'Australia, che ormai il ragazzo considera solo come il riflesso della Gran Bretagna coloniale e degli Stati Uniti, e in cui vede gente che vive di rituali più che di sentimenti reali.
Dopo il loro viaggio a Capo York, Guido e Laurie vanno a trovare Mario. Il desiderio di libertà di Guido si è trasformato in apatia, mentre il rapporto tra Guido e la ragazza è giunto ormai al capolinea. Quando Laurie, qualche giorno dopo, lascia Guido e se ne va a Los Angeles, Guido decide di accettare l'invito di Mario e di rimanere con lui.
Nei mesi successivi Guido si dedica alla scrittura di un romanzo, che si rivela essere una vera e propria dichiarazione di guerra a Milano. Quando il libro viene ultimato, Mario convince a fatica l'amico a pubblicarlo. Il libro, a cui Guido dà il titolo di Canemacchina, riscuote un grande successo, e dona al suo autore fama e un certo benessere economico. Nel frattempo Chiara abbandona il suo fidanzato tedesco per mettersi insieme a Guido.
Ma tutto ciò non basta a dare a Guido una certa serenità. Il libro viene trasformato dai giornalisti in una sorta di ritratto generazionale, Canemacchina, il suo protagonista, nell'emblema di una generazione volta a distruggere il vecchio senza avere un'idea di un qualsivoglia nuovo, e lo stesso autore viene sovente ritratto come una specie di hippy. Guido, inoltre, trova il piccolo mondo della campagna chiuso e opprimente, e così decide di trasferirsi con Chiara a Londra. A quel punto, Mario e Martina assumono Paolo e Livia, due studenti perugini con cui, dopo alcuni mesi, fondano una cooperativa agricola.
Proprio quando il rapporto tra Guido e Chiara sembra arrivato alla fine, Chiara resta incinta. Guido è così costretto a sposarla e a cercare di dare una parvenza di normalità al loro rapporto; ma i problemi della coppia portano i due, pochi mesi dopo il matrimonio, a divorziare. Guido inizia così un degrado morale che lo porta all'autodistruzione. Cade nell'alcolismo, e, bisognoso di soldi, cede i diritti d'autore del suo primo romanzo ad un regista commerciale, che lo trasforma in una sorta di thriller. A peggiorare ancora le cose, il secondo romanzo che Guido scrive senza convinzione, Alterazioni, è un insuccesso.
Guido si trasferisce a Roma per seguire da vicino la realizzazione del film tratto dal Canemacchina. Roma gli sembra meno opprimente di Milano, e ciò basta a dargli un minimo di serenità, ma non a sottrarlo ad un sempre più sistematico ricorso all'alcool, né a costruire un rapporto con suo figlio (che ora vive con la madre). La sua morte, avvenuta in un incidente stradale causato probabilmente dall'alcool, sembra essere la parabola conclusiva di un genio infelice e sregolato, alla Charles Baudelaire o Jack Kerouac, e come tale viene trattata dai giornali.
Per Mario la morte di Guido è un colpo devastante. È la perdita della sua metà complementare, del carattere inventivo e irrequieto che rendeva possibile la sua tranquilla, produttiva esistenza. Un'epoca di immaginazione, conflitti e creatività si chiude, niente sarà più come prima. La sua reazione è quella di dar fuoco alla casa in cui l'amico avrebbe dovuto vivere, e poi smantellare quello che ne rimane al fine di riutilizzare i materiali che si sono salvati all'incendio.

## Personaggi
MarioRagazzo piuttosto timido, proveniente da una famiglia borghese. Stereotipo della persona incapace di prendere decisioni completamente da solo, che si fa trascinare dalla vita. Con il tempo  diventa il migliore amico di Guido, del cui fascino e della cui anima ribelle diviene quasi succube. Nella seconda parte del romanzo, però, Mario dimostra una personalità autonoma, ben più costruttiva rispetto a quella dell'amico Guido, e una nuova stabilità interiore.
Guido LaremiRagazzo carismatico e dall'indole ribelle, prova un forte disprezzo per la civiltà urbana, per l'ipocrisia e la corruzione morale della sua epoca. All'apparenza vincente (ha fascino e capacità di conquista), è in realtà incapace di costruirsi una vita e una relazione stabile, finendo per volgersi all'autodistruzione. Dopo aver girato il mondo per diversi anni, vivendo di lavori saltuari, torna in Italia, dove rimane, salvo una parentesi londinese. Muore in un incidente d'auto in stato d'ebbrezza.Aspetto fisico:magro e pallido
RobertaRagazza con cui Mario vive una storia d'amore durata tre anni. Conosciuta in un circolo anarchico, Roberta si trasforma lentamente da ragazza ribelle e politicizzata a professionista emergente, lasciando Mario quando questi sembra essere diventato uno spettatore passivo della sua vita.
Martina QuimandissettCompagna di Mario. I due condividono un comune ideale di vita e la loro storia prosegue nel corso degli anni, con la scelta comune di vivere e lavorare nella campagna umbra.
NinaRagazza di buona famiglia con cui Guido intrattiene una storia d'amore durata alcuni anni, iniziata ai tempi del liceo e terminata dopo che Guido si è fatto esentare dal servizio militare fingendo pazzia.
LaurieCantante di un gruppo punk australiano. Guido la conosce a Melbourne e con lei vive una storia complessa e tormentata, terminata solo con l'abbandono di lei.
Chiara QuimandissettSorella di Martina, ha una mentalità più pragmatica della sorella. Ciononostante rimane folgorata dal fascino ribelle di Guido e con lui intrattiene una storia d'amore durata diversi anni. I due si sposano controvoglia ma si separano poco dopo avere avuto un figlio, Giuliano.
AurelioConosciuto da Mario all'università, all'inizio sembra poter diventare per lui ciò che Guido era stato fino ad allora. Ma, a differenza di Guido, Aurelio è avaro e settario, e finirà inevitabilmente per scontrarsi con Mario, durante un rocambolesco viaggio alla volta dell'India.

## Edizioni
- Andrea De Carlo, Due di due, Torino, Einaudi, ISBN 978-88-06-17307-4.
- Andrea De Carlo, Due di due, Milano, Mondadori, 1991, ISBN 978-88-04-34283-0.
- Andrea De Carlo, Due di due, Milano, Bompiani, 2005, ISBN 978-88-452-3442-2.
- Andrea De Carlo, Due di due, Milano, La nave di Teseo, 2017, ISBN 978-88-934-4346-3.
- Andrea De Carlo, Due di due, Milano, La nave di Teseo, 2022, ISBN 978-88-346-1336-8.